# Tasklist
Tasklist – polecenie wyświetlające listę procesów uruchomionych na komputerze lokalnym lub zdalnym. Pozwala je segregować według określonych filtrów i zapisywać do plików

## Ważne parametry
- /s – nazwa lub adres IP komputera, którego zadania chcemy sprawdzić
- /u – pozwala sprawdzić innego użytkownika (domena/użytkownik), czasami wymaga /p – hasła
- /svc – wyświetla wszystkie usługi dla każdego zadania (ang. task)
- /m – wyświetla, jakie pliki .dll są używane przez zadanie
- /fo – określa, jak ma być wyświetlana lista:

1. table – tabela (standardowe wyświetlanie)
2. list – lista
3. csv – wypisuje wszystko po kolei

- /fi – filtry:

1. Imagename – przełączniki – eq, ne (jako wartość należy podać łańcuch)
2. PID – przełączniki – eq, ne, gt, lt, ge, le (jako wartość należy podać liczbę całkowitą dodatnią)
3. Session – przełączniki – eq, ne, gt, lt, ge, le (jako wartość należy podać jakąkolwiek istniejący numer sesji)
4. SessionName – przełączniki – eq, ne (jako wartość należy podać łańcuch)
5. Status – przełączniki – eq, ne (jako wartość należy podać RUNNING | NOT RESPONDING)
6. CPUTime – przełączniki – eq, ne, gt, lt, ge, le (jako wartość należy podać Time hh:mm:ss)
7. MemUsage – przełączniki – eq, ne, gt, lt, ge, le (jako wartość należy podać liczbę całkowitą dodatnią)
8. Username – przełączniki – eq, ne (jako wartość należy podać łańcuch)
9. Services – przełączniki – eq, ne
10. Windowtitle – przełączniki – eq, ne
11. Modules – przełączniki – eq, ne

## Przełączniki
- eq – ang. equal – równy (=)
- ne – ang. not equal – różny
- gt – ang. greater – większy
- lt – ang. least – mniejszy
- ge – ang. greater equal – większy równy
- le – ang. least equal – mniejszy równy

## Przykłady użycia
- zapisanie do pliku

```
tasklist /svc > c:\nazwa.txt
```

- wyświetlenie procesów, które biorą więcej pamięci niż 300KB

```
tasklist /fi "memusage gt 300"
```

- można też łączyć kilka filtrów i poleceń

```
tasklist /fi "memusage gt 3000" /fi "memusage lt 7000" /fo list > c:\nazwa.txt
```

Spowoduje to zapisanie (do pliku c:\nazwa.txt) w postaci listy zadań, które zabierają więcej pamięci niż 3000 kB, a mniej niż 7000 kB.